# Hasanaginica
Hasanaginica tudi Asanaginica, (prvič objavljena kot Žalostna pesem plemenite žene Hasan Age) je južnoslovanska ljudska balada, nastala v obdobju 1646–49 na Imotskem, ki je takrat je bil del Bosanskega pašaluka Osmanskega cesarstva.

## Zgodovina objave
Balada se je leta prenašala v ustni obliki, dokler jo leta 1774 ni napisal in objavil italijanski popotnik in etnograf Alberto Fortis v knjigi Viaggio in Dalmazia (Potovanje v Dalmacijo) po svojem potovanju po Dalmaciji leta 1770. Med svojimi potovanji je odkril tisto, kar je imenoval "Morlaška balada", pri čemer so Morlahi ljudje iz regije. Fortisovo knjigo je kritiziral hrvaški pisatelj Ivan Lovrić, ki je obtožil Fortisa številnih faktografskih napak v svojem odgovoru opatu Albertu Fortisu o Popotovanjih po Dalmaciji, ki jih je nato skušal popraviti.
V nemščino jo je Goethe prevedel približno leta 1775, prvič pa se je anonimno pojavila kot Klaggesang von der edlen Frauen des Asan Aga leta 1778 v zbirki Johanna Gottfrieda Herderja Stimmen der Völker in Liedern (ali Volkslieder). Pojavila se je z Goethejevim podpisom v njegovi osmi izdaji zbranih del (1789).
Walter Scott je bil drugi tuji avtor, ki je leta 1798 prevedel Goethejevo Hasanaginico pod naslovom Žalovanje zveste žene Asan Age iz nemščine. Kmalu so temu sledili tudi drugi britanski prevajalci, med njimi sir John Bowring, James Clarence Mangan, W. Edmondstone Aytoun, Edgar Alfred Bowring, Mary Ann Burt, George Bancroft, Owen Meredith, Edward Chawner, William Gibson, Maximilian A. Mügge.
Prevedena je bila v ruščino (Puškin, 1835, začetni del in Ahmatova v 1950-ih v celoti), francoščino (Mérimée, 1827 in Mickiewicz, 1841) in druge jezike, ki je postala sestavni del svetovne literarne dediščine že v 18. stoletju. Sčasoma je bila Hasanaginica prevedena v več kot 40 jezikov. Šteje se za del skupne srbo-hrvaške (bosanske, hrvaške in srbske) literarne dediščine.

## Postavitev in zaplet
Hasanaginica, Žalosna pesem plemenite žene Hasan Age je balada o muslimanski družini Arapović v Dalmaciji. Dogodki se dogajajo ob meji pokrajine Bosanski pašaluk v Vrdolu (danes Zagvozd), v bližini dalmatinske gore Biokovo, kjer je imel velika posestva gospod (aga) Hasan Arapović. Danes obstajajo ruševine Hasanovih stolpov, pa tudi kraj, kjer naj bi bila Hasanaginica pokopana, v bližini ruševin, na jugozahodnem pobočju Modrega jezera.
Balada pripoveduje, da Hasan-aga po bitki, ko je ležal ranjen, pokliče svojo ženo Fatimo, ki ga ni hotela spremljati na bojišče. Globoko jezen in v bolečini Hasan-aga svoji ženi pošlje sporočilo, v katerem ji naroči, naj zapusti njegov grad brez njunih otrok. Kljub prigovarjanju brata, ki ji prinese sporočilo in ločitvene papirje, je Hasan-agova žena izgnana iz njenega doma, njen brat pa ji uredi poroko z bogatim kadijem. Kot zadnjo željo pred poroko prosi brata za dolgo tančico, da ne bi videla svojih otrok, ko gre poročna povorka mimo njenega starega gradu. Navsezadnje jo vidijo njeni otroci in jo pokličejo. Ko se še zadnjič ustavi, da bi se od njih poslovila, umre od žalosti.

## Jezikovno in zgodovinsko ozadje
Jezik pesmi je srbohrvaščina, ki jo je Fortis označil za ilirski (kar pomeni južnoslovanski). Različica, ki jo je objavil Fortis, je bila verjetno prepisana iz ikavskega besedila in spremenjena v skladu s slogom jezika, ki se govori v Dubrovniku. Združuje večinoma jekavščine in nekaj ikavskih oblik ter vključuje tudi napačno črkovane besede. Srbski filolog in jezikoslovec Vuk Karadžić (1787–1864), ki nikoli ni slišal pesmi, ki jo je pel ljudski pevec, je spremenil Fortisovo transkripcijo in ustvaril bolj srbsko različico, ki bi odražala njegovo kodifikacijo jezika.
Meter balade je klasični južnoslovanski deseterični ali 10-zložni verz, ki ga je Goethe prevedel kot trohejski pentameter.
Veliko je razprav o tem, ali je bila balada zgolj poetična in izmišljena ali temelji na resničnih ljudeh in dogodkih. Vendar pa so naslednji ljudje dejansko obstajali in naj bi bili osnova balade:
- Hasan-aga Arapović – osmanski aga in osmansko bosanski mejaš
- Fatima Arapović (roj. Pintorović) – Hasan-agova žena
- Pintorović-beg – osmanski beg in Fatimin brat

Kot je ugotovil bosanski pisatelj Alija Isaković (1932–1997) v monografiji iz leta 1975, je pesem nastala ob Imotski meji. To območje je bilo v 15. stoletju znano kot Morlahija. Hasan-aga je imel dvor v Vrdovem (današnji Zagvozd) in Župi (vasi na severnih pobočjih Biokova) in je pripadal rodu Arapović, katerega potomci še danes živijo v Ljubuškem v Bosni in Hercegovini.

## Zapuščina
Hasanaginica je bila edina pristna balada, vključena v La Guzla, literarna potegavščina Prosperja Mériméeja iz leta 1827.
Leta 1967 je bil posnet film Hasanaginica z Mileno Dravić in Radetom Markovićem v glavnih vlogah. Temu je leta 1983 sledil jugoslovanski televizijski film z Žarkom Lauševićem in Aleksandro Nikolić.
Leta 2000 je bila opera po Hasanaginici premierno uprizorjena v Narodnem gledališču Sarajevo, kasneje pa je bila izdana na CD-ju. Libreto je napisal Nijaz Alispahić, skladatelj pa Asim Horozić.
Hasanaginica TV Sarajevo je bil televizijski film z Nado Đurevsko v naslovni vlogi, Josipom Pejakovićem kot Hasanom Agom in Miralemom Zupčevićem kot Begom Pintorovićem.
Leta 2006 so Hasanaginico premierno uprizorili v Hrvaškem narodnem gledališču v Zagrebu. Mustafa Nadarević je režiral in igral glavno vlogo, Ljupco Konstantinov pa je bil skladatelj.
Leta 2009 je Hasanaginico premierno uprizorilo Srbsko narodno gledališče. Režirala jo je Ivana Dragutinović Maričić, dirigiral Mladen Jagušt, skladatelj pa Rastislav Kambasković.
Gledališko življenje "Hasanaginice" Ljubomira Simovića, ene največjih dram srbske književnosti, se je začelo leta 1974 na odru Narodnega gledališča v Beogradu. Leta 2001 je predstavo režiral Jagoš Marković in ta predstava živi na repertoarju Narodnega gledališča že 20 let z neizmernim uspehom.